# Regina Fleszarowa

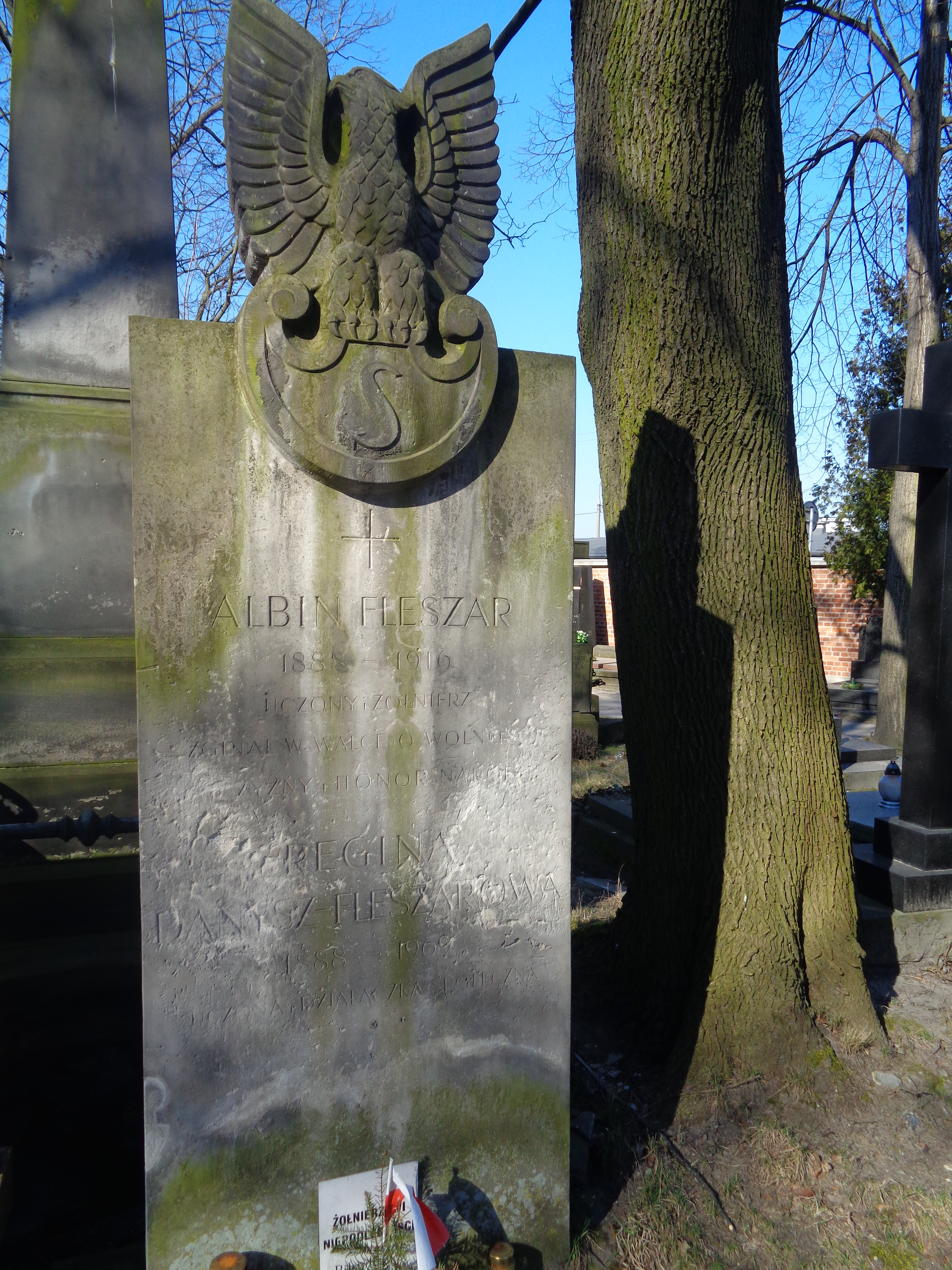
Nagrobek Reginy Fleszar na cmentarzu Powązkowskim

Regina Danysz-Fleszarowa, ps. Elżbieta, Agnieszka (ur. 28 marca 1888 w Wiszniowie (obecnie Wiśniew), zm. 30 czerwca 1969 w Gdyni) – polska działaczka społeczna i polityk, senator IV kadencji w II RP (1935–1938), współzałożycielka  Stronnictwa Demokratycznego, z wykształcenia geograf i geolog.

## Życiorys
Urodziła się w rodzinie Piotra, dzierżawcy ziemskiego, i Zofii z Zawadzkich. Wczesne dzieciństwo spędziła głównie w Brusowie k. Ryk. Do szkół uczęszczała w Siedlcach, Warszawie i Kijowie. Studiowała na Uniwersytecie Franciszkańskim we Lwowie, następnie w latach 1906–1907 na Uniwersytecie Zuryskim, w latach 1907–1910 naukę kontynuowała na Sorbonie, gdzie w 1913 jako pierwsza Polka i jedna z pierwszych Europejek uzyskała doktorat z dziedziny nauk geologicznych. W 1912 podjęła pracę u Eugeniusza Romera. 
Postulowała zwiększenie udziału kobiet w życiu publicznym państwa. Wystąpiła m.in. na wiecu kobiet w Piotrkowie Trybunalskim w 1918 r.
Po zakończeniu I wojny światowej zatrudniona m.in. w Ministerstwie Wyznań Religijnych i Oświecenia Publicznego (zajmowała się dokształcaniem nauczycieli), a później również jako bibliotekarz w Państwowym Instytucie Geologicznym. Była redaktorem Bibliografii Geologicznej Polski (Bibliographie Géologique de Pologne). Wykładała geografię w Wolnej Wszechnicy Polskiej. Od 1926 do 1930 pracowała jako redaktor pisma Polskiego Towarzystwa Krajoznawczego „Ziemia”. Zasiadała w Komisji Geograficznej Polskiej Akademii Umiejętności. 
W 1935 została mianowana przez prezydenta Mościckiego senatorem IV kadencji, którym pozostała do 1938. Krytyczna wobec autorytarnych prądów dominujących w OZN zaangażowała się w 1937 w tworzenie klubów demokratycznych. Od wiosny 1939 należała do Stronnictwa Demokratycznego. Pozostawała członkiem jego najwyższych władz. Była kandydatką wspólnej listy PPS i SD na radną Warszawy w wyborach samorządowych 1938. 
W czasie II wojny światowej związana z podziemiem. Pozostawała członkiem SD, znajdowała się w kręgu grupy popierającej działania rządu emigracyjnego w Londynie („Prostokąt”). Pomagała ukrywać się i przechodzić na „aryjską stronę” warszawskim Żydom. Przed wybuchem powstania wyjechała z Warszawy. 
W 1944 w Lublinie nawiązała kontakt z przedstawicielami PKWN, od połowy października 1944 rozpoczęła pracę w Ministerstwie Oświaty jako kierownik Wydziału Bibliotek. Od maja 1945 w Biurze Spraw Kongresowych MSZ, uczestniczyła w konferencjach pokojowych (Paryż, Praga, Poczdam, Moskwa). Na konferencji w Poczdamie, jako kartograf, brała udział w wytyczaniu polskiej granicy zachodniej. W 1945 współorganizowała Ligę Kobiet, w latach 1945–1946 była członkinią władz Stronnictwa Demokratycznego, w latach 1945–1948 radną m. st. Warszawy, pracowała w Muzeum Ziemi PAN w Warszawie, stworzyła bibliografię obejmującą 200 lat dziejów nauk o Ziemi w Polsce. Pod koniec lat 50. przeszła na emeryturę.
W 1913 wzięła ślub z oficerem Albinem Fleszarem (1888–1916). Mieli syna Mieczysława (1915–1973). Jego ojcem chrzestnym został Leopold Lis-Kula.
Zmarła podczas urlopu w Gdyni. Spoczywa na cmentarzu Powązkowskim w Warszawie (kwatera T-1-8).

## Ordery i odznaczenia
- Order Sztandaru Pracy I klasy (7 marca 1960)[2]
- Krzyż Kawalerski Orderu Odrodzenia Polski (2 sierpnia 1945)[6]
- Złoty Krzyż Zasługi (trzykrotnie: 9 listopada 1932[7], 19 lipca 1946[8], 1956)
- Medal Niepodległości (12 marca 1931)[9]

## Wybrane publikacje
Była encyklopedystką. Została wymieniona w gronie 180 edytorów pięciotomowej Ilustrowanej encyklopedii Trzaski, Everta i Michalskiego, gdzie napisała hasła o tematyce geograficznej . Napisała:
- Étude critique d'une carte ancienne de Pologne dressée par Stanislas Staszic (1806), Jouve(inne języki), Paryż 1913 (praca doktorska),
- Geografja dawnych ziem Polski. Książka do czytania polecona przez Wydział Pedagogiczny Polskiej Macierzy Szkolnej w Warszawie, M. Arct, Warszawa 1918,
- Polska, kraj i ludzie. Popularna książka do samokształcenia, M. Arct, Warszawa 1922.
- (z Ireną Kardymowiczową i Wiesławem Kozińskim) Kamień w służbie człowieka, Wydawnictwa Geologiczne, Warszawa 1956.